# Venezianisches Fenster
Das Venezianische Fenster (auch Palladio-Motiv oder Serliana) ist eine Abwandlung des Triumphbogenschemas. Es handelt sich um eine mit einem Rundbogen überwölbte Portal- oder Fensteröffnung, die seitlich von schmaleren und niedrigeren Rechtecköffnungen flankiert ist. Eine solche Kombination der Fensterabschlüsse wird auch als Syrischer Bogen bezeichnet. Über den seitlichen Rechteckfenstern können sich kleine Rundfenster (Oculi) oder Oberlichter befinden. Mit seiner Dreiteilung erinnert es auch an ein Triptychon, ein klappbares Altarbild.

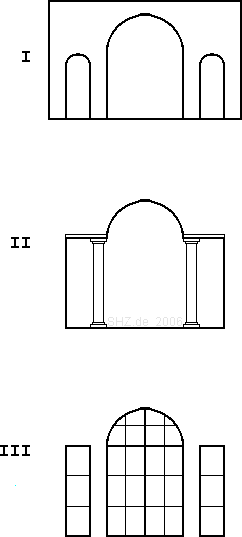
Entwicklung des Venezianischen Fensters

Eng verwandt mit der Serliana ist der Syrische Bogen, bei dem die Gebälkprofile am Ansatz des Bogens umknicken und dessen Rundung folgen, also nicht auf dem Architrav der seitlichen Fenster aufsitzen.

## Ursprung
Ursprünglich wurde eine derartige Struktur in der antiken römischen Triumphbogenarchitektur verwendet (Schema I).
In der Renaissance wurde sie zunächst in den Architekturbüchern (Sette Libri d’architettura) des Sebastiano Serlio beschrieben, weshalb man auch von „Serliana“ spricht. Die Baumeister des 16. Jahrhunderts griffen dieses Motiv auf. Ursprünglich sollte die Höhe (der Radius) des Gewölbebogens ein Drittel der Höhe der Rechtecke ausmachen; von diesen starren Proportionen ging man jedoch bald ab.
Bekannt wurde das Venezianische Fenster (Schema II) erst durch Andrea Palladio, der es vor allem in seinen frühen Werken einsetzte; besonders die Basilica Palladiana in Vicenza wurde weltberühmt. Spätere Architekten stellten sich ganz bewusst in die Nachfolge Palladios und benutzten es als Architekturzitat.

## Neuzeit
Ende des 19. Jahrhunderts wurde das Motiv mit der Neorenaissance auch für bürgerliche Mehrfamilienhäuser recht populär und wandelte sich Anfang des 20. Jahrhunderts zu einer stilisierten Form (Schema III) bis zum Art déco.
Heute taucht es nur noch gelegentlich bei Fensteranordnungen oder Loggien als Zitat auf, dessen weit zurückreichende Tradition und Bedeutung den Betrachtern meist nicht mehr auffällt.

## Galerie

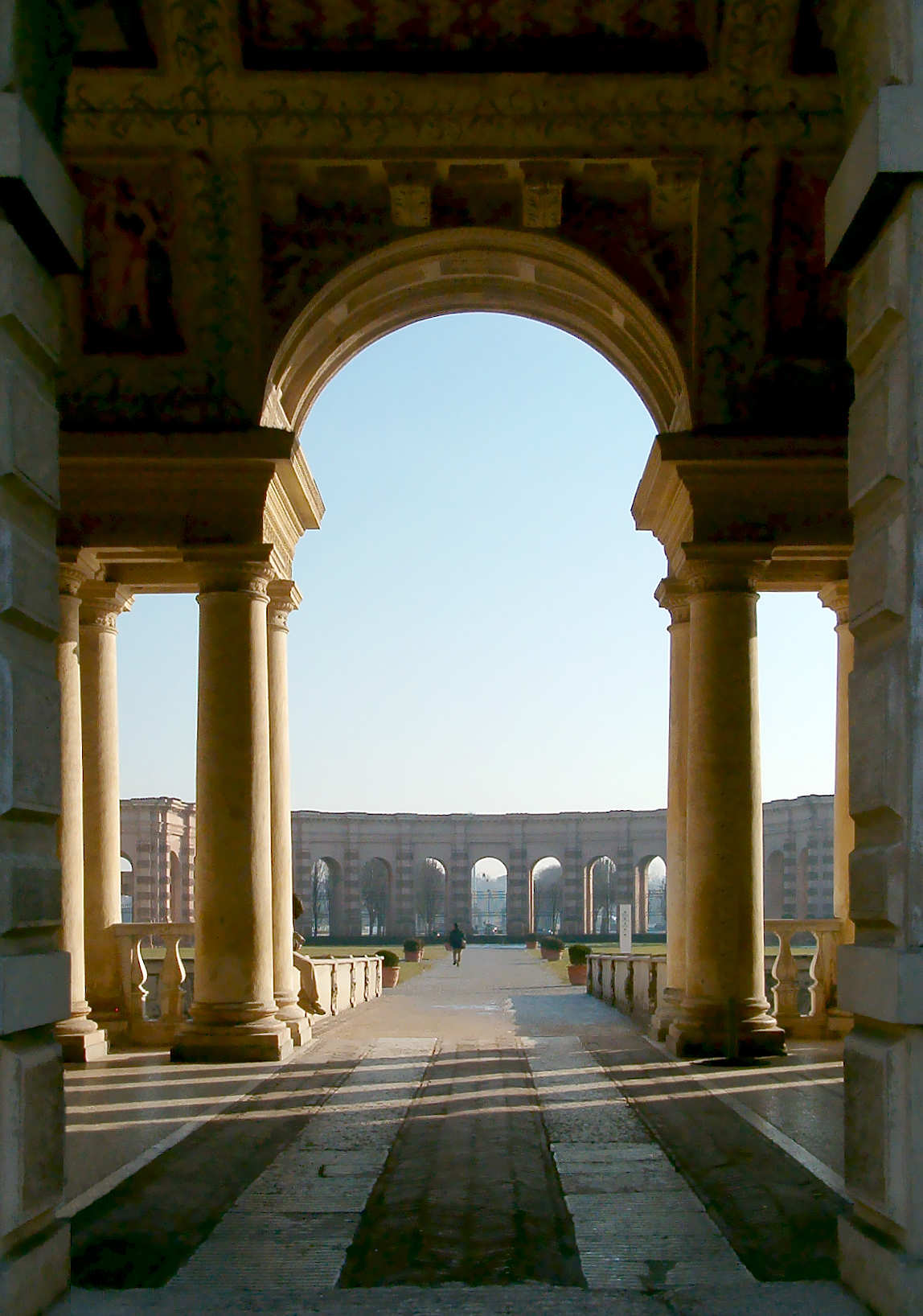
Palazzo del Te in Mantua (frühes 16. Jh.)
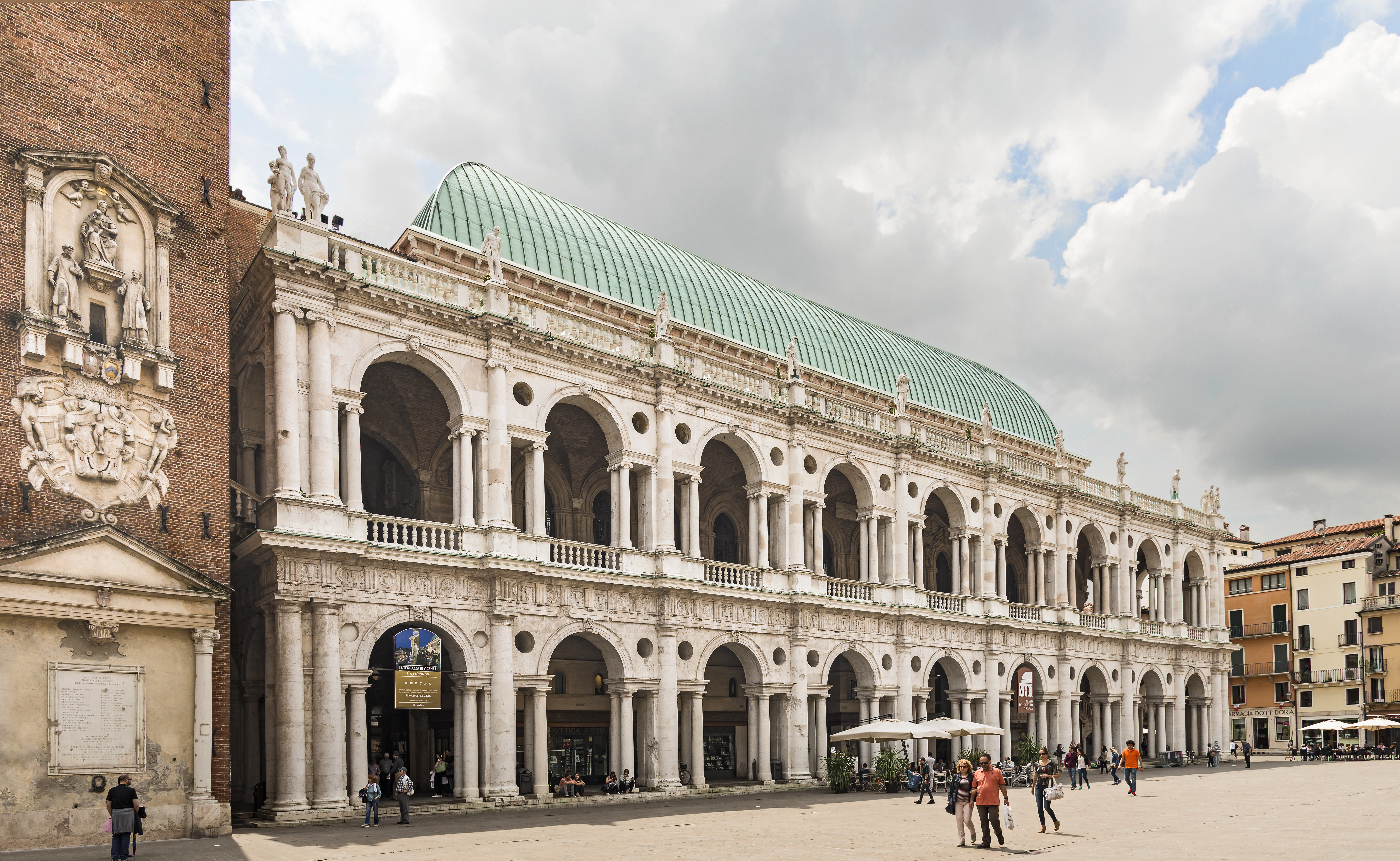
Basilica Palladiana in Vicenza (Mitte 16. Jh.)
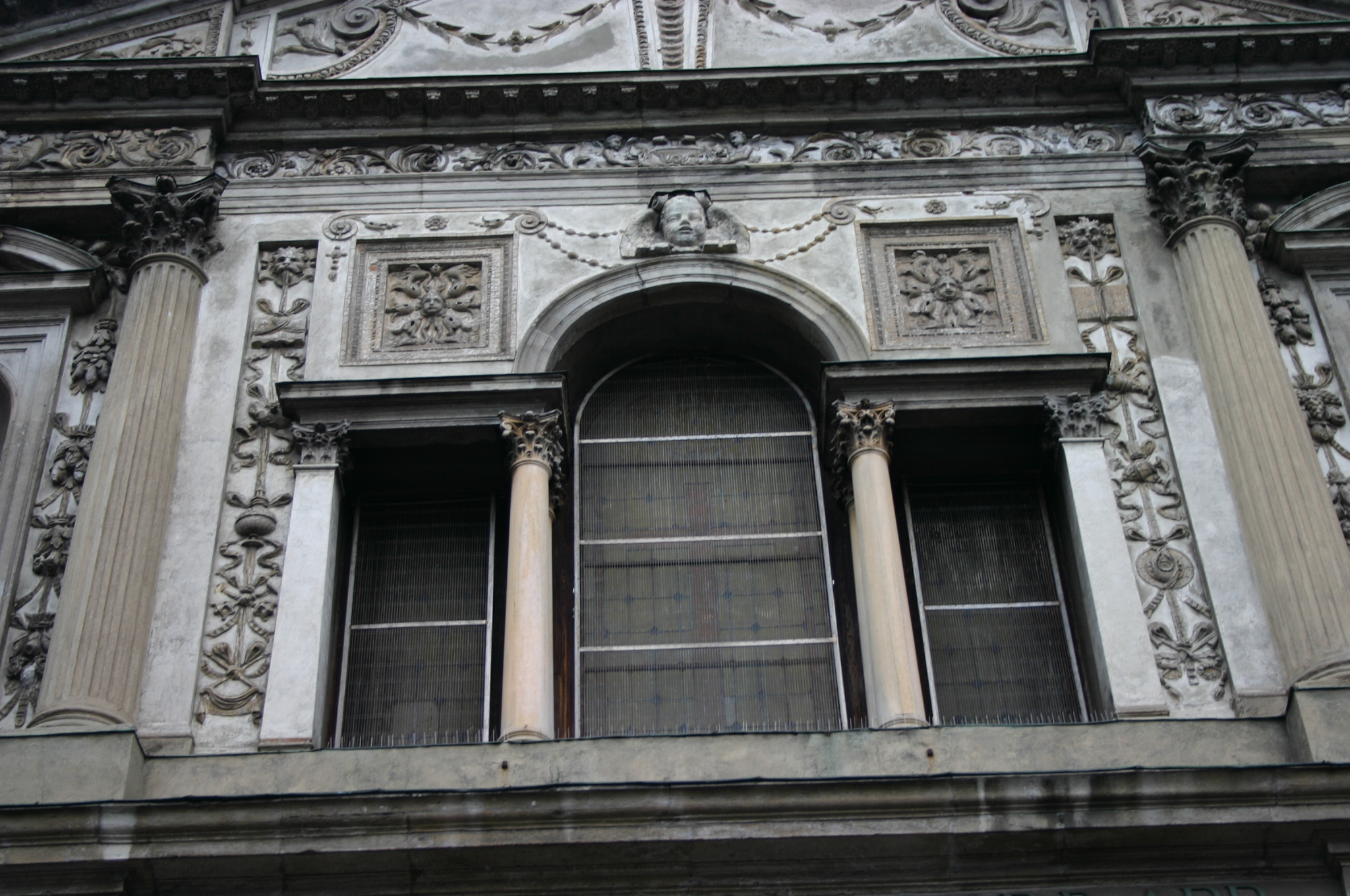
Santi Barnaba e Paolo in Mailand (16./17. Jh.)
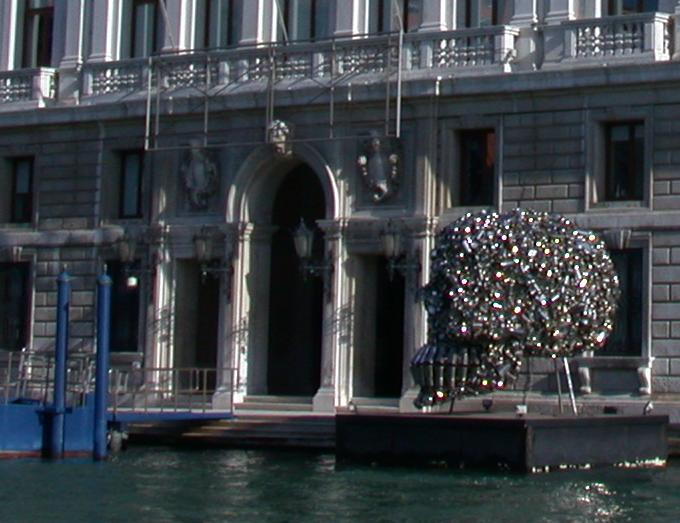
Palazzo Grassi in Venedig (Mitte 18. Jh.)
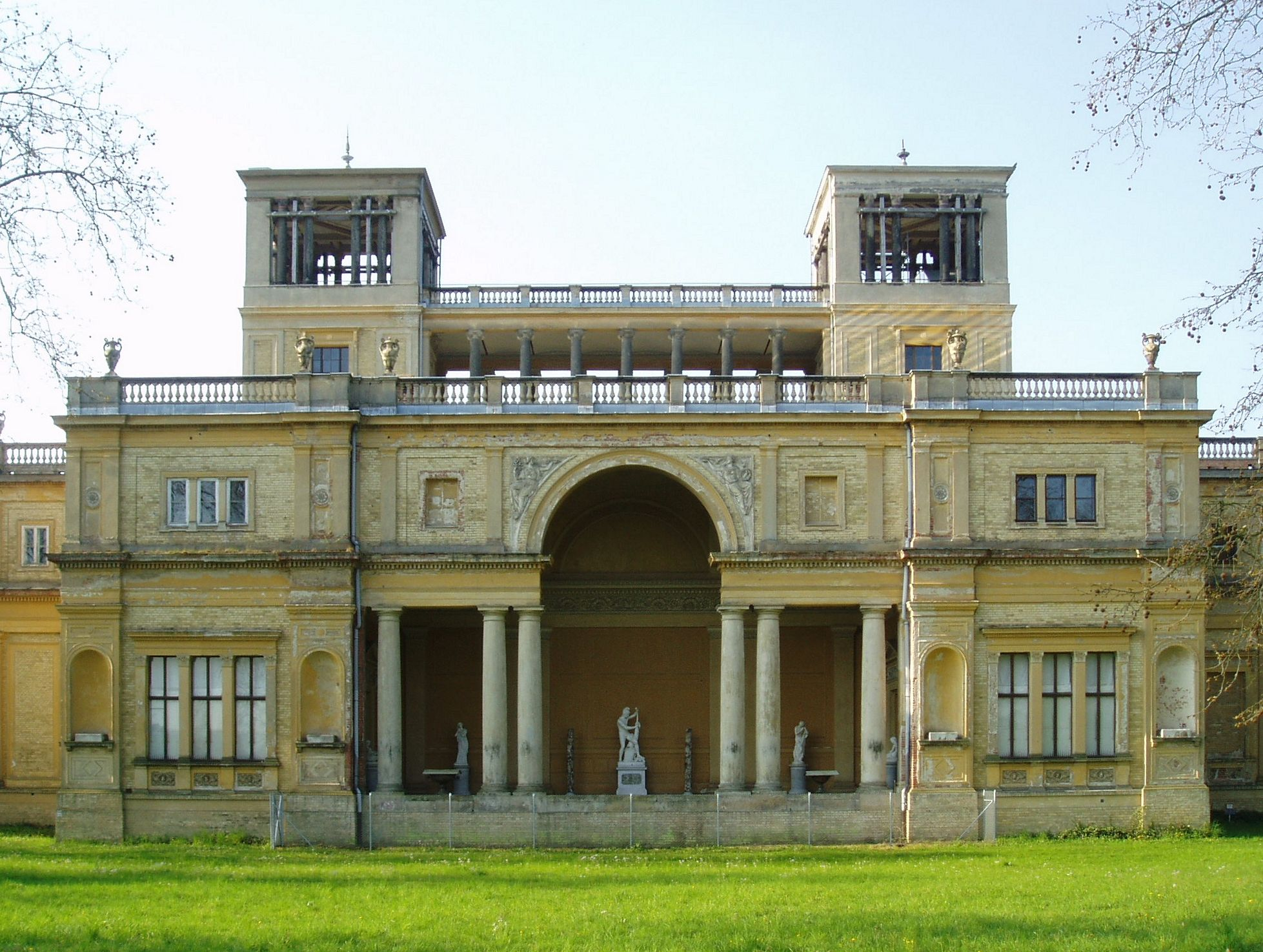
Orangerieschloss im Park Sanssouci (Mitte 19. Jh.)